# 79-й меридіан східної довготи
79-й меридіан східної довготи — лінія довготи, що лежить на 79 градуси східніше Гринвіцького меридіана. Вона проходить від Північного полюса через Північний Льодовитий океан, Азію, Індійський океан, Південний океан та Антарктиду до Південного полюса.
79-й меридіан східної довготи формує велике коло разом із 101-шим меридіаном західної довготи.

## Список географічних об'єктів, що перетинає 79° сх. д.
Починаючи на Північному полюсі та рухаючись до Південного полюса, 79-й меридіан східної довготи проходить через:
| Координати                                                 | Країна, територія або море | Примітки |
| ---------------------------------------------------------- | -------------------------- | --- |
| 90°0′ пн. ш. 79°0′ сх. д. / 90.000° пн. ш. 79.000° сх. д.  | Північний Льодовитий океан | |
| 81°7′ пн. ш. 79°0′ сх. д. / 81.117° пн. ш. 79.000° сх. д.  | Карське море               | Проходить західніше острова Ушакова[en], Росія |
| 73°15′ пн. ш. 79°0′ сх. д. / 73.250° пн. ш. 79.000° сх. д. | Росія                      | Проходить через острів Носок[ru] |
| 73°14′ пн. ш. 79°0′ сх. д. / 73.233° пн. ш. 79.000° сх. д. | Карське море               | |
| 73°1′ пн. ш. 79°0′ сх. д. / 73.017° пн. ш. 79.000° сх. д.  | Росія                      | Проходить через острів Сибірякова[ru] |
| 72°44′ пн. ш. 79°0′ сх. д. / 72.733° пн. ш. 79.000° сх. д. | Карське море               | Єнісейська затока |
| 72°22′ пн. ш. 79°0′ сх. д. / 72.367° пн. ш. 79.000° сх. д. | Росія                      | |
| 52°7′ пн. ш. 79°0′ сх. д. / 52.117° пн. ш. 79.000° сх. д.  | Казахстан                  | Проходить через озеро Балхаш |
| 42°47′ пн. ш. 79°0′ сх. д. / 42.783° пн. ш. 79.000° сх. д. | Киргизстан                 | |
| 41°39′ пн. ш. 79°0′ сх. д. / 41.650° пн. ш. 79.000° сх. д. | КНР                        | Сіньцзян |
| 35°55′ пн. ш. 79°0′ сх. д. / 35.917° пн. ш. 79.000° сх. д. | Аксай-Чин                  | Проходить через спірну територію Аксай-Чин, на яку претендують Індія та КНР                                                                                        |
| 34°1′ пн. ш. 79°0′ сх. д. / 34.017° пн. ш. 79.000° сх. д.  | КНР                        | Тибет |
| 33°48′ пн. ш. 79°0′ сх. д. / 33.800° пн. ш. 79.000° сх. д. | Аксай-Чин                  | Проходить через спірну територію Аксай-Чин, на яку претендують Індія та КНР                                                                                        |
| 33°36′ пн. ш. 79°0′ сх. д. / 33.600° пн. ш. 79.000° сх. д. | КНР                        | Тибет |
| 33°20′ пн. ш. 79°0′ сх. д. / 33.333° пн. ш. 79.000° сх. д. | Індія                      | Ладакх |
| 32°22′ пн. ш. 79°0′ сх. д. / 32.367° пн. ш. 79.000° сх. д. | КНР                        | Тибет |
| 31°20′ пн. ш. 79°0′ сх. д. / 31.333° пн. ш. 79.000° сх. д. | Аксай-Чин                  | Проходить через спірну територію Аксай-Чин, на яку претендують Індія та КНР                                                                                        |
| 31°3′ пн. ш. 79°0′ сх. д. / 31.050° пн. ш. 79.000° сх. д.  | Індія                      | Уттаракханд Уттар-Прадеш Мадг'я-Прадеш Уттар-Прадеш Мадг'я-Прадеш Махараштра — проходить західніше Нагпура Телангана Андгра-Прадеш Тамілнад Андгра-Прадеш Тамілнад |
| 9°42′ пн. ш. 79°0′ сх. д. / 9.700° пн. ш. 79.000° сх. д.   | Індійський океан           | Полкська протока |
| 9°21′ пн. ш. 79°0′ сх. д. / 9.350° пн. ш. 79.000° сх. д.   | Індія                      | Тамілнад |
| 9°16′ пн. ш. 79°0′ сх. д. / 9.267° пн. ш. 79.000° сх. д.   | Індійський океан           | |
| 60°0′ пд. ш. 79°0′ сх. д. / 60.000° пд. ш. 79.000° сх. д.  | Південний океан            | |
| 68°17′ пд. ш. 79°0′ сх. д. / 68.283° пд. ш. 79.000° сх. д. | Антарктида                 | Проходить через Австралійську антарктичну територію (претендує Австралія)                                                                                          |